# Министерство науки и технологий Российской Федерации
Министерство науки и технологий Российской Федерации (Миннауки России) — федеральный орган исполнительной власти Российской Федерации, действовавший в период с 1997 по 2000 год и уполномоченный осуществлять государственную политику и управление в сфере науки и технологий гражданского назначения. По своему назначению Миннауки России являлось межотраслевым органом, координирующим деятельность в этой сфере иных федеральных органов исполнительной власти.
Образовано указом президента Российской Федерации от 17 марта 1997 года № 249 путём преобразования Государственного комитета Российской Федерации по науке и технологиям (ГКНТ России). Упразднено в 2000 году с передачей функций Министерству промышленности, науки и технологий Российской Федерации.